# DR 757 bis 762
Die Triebwagenbaureihe DR 757 bis 762 sind Verbrennungstriebwagen, die von 1927 bis 1929 bei der WUMAG gefertigt wurden und als Fahrzeuge der sogenannten schweren Bauart noch mit einem Ottomotor ausgerüstet waren. Sie gehören gemeinsam mit den DR 851 bis 852 zu den ältesten vierachsigen Fahrzeugen der DRG und dienten für den Triebwagenverkehr auf Nebenbahnen. Sie waren bis in die 1950er Jahre bei der DB im Einsatz und wurden danach für den Betrieb auf Privatbahnen verwendet. Ein Fahrzeug dieser Serie hat bis heute überlebt und befindet sich als VT 175 bei der Buxtehude-Harsefelder Eisenbahn.

## Geschichte

### Reichsbahnzeit
Nachdem die DRG ab 1925 verschiedene vierachsige Triebwagen mit unterschiedlicher Antriebsanlagen bei den DWK in geringerer Stückzahl beschaffte, bestellte sie im gleichen Jahr bei der WUMAG eine Serie von fünf Triebwagen, die 1927 geliefert wurden. 1929 wurde noch ein sechster Triebwagen (762) nachgeliefert. Die Triebwagen wurden im Unterschied zu den vorher ausgelieferten Fahrzeugen mit Motoren von Büssing ausgeliefert und erhielten als Kraftübertragung ein mechanisches Getriebe der Bauart Soden. Die Fahrzeuge unterschieden sich äußerlich deutlich von den Vorgängerfahrzeugen. Besonders die Stirn- und Seitenfenster fielen durch die abgerundeten oberen Ecken auf und waren dem Stil damaliger Schnellzugwagen nachempfunden. Auf dem Dach waren bei den Görlitzer Wagen zwei große Kühler angeordnet, deren Anzahl nach der ersten Ausbesserung auf drei erhöht wurde. Die Triebwagen 761–762 waren zudem mit einem Läutewerk ausgerüstet.
Einer der ersten Triebwagen der Serie wurde vor der Auslieferung einem umfangreichen Test beim Lokomotiv-Versuchsamt Grunewald unterzogen. Eingesetzt waren die Fahrzeuge in der RBD Osten, der RBD Breslau, in Trier und Münster. Später waren sie bei verschiedenen Einsatzstellen, bis sie nach 1930 in Nürnberg zusammengezogen wurden. Die Fahrzeuge sind während des Zweiten Weltkrieges im zivilen Einsatz weiter verwendet worden, nachdem sie auf Flüssiggasantrieb umgerüstet worden waren. Das war der Grund, warum alle Triebwagen den Krieg schadlos überstanden und sich im Bereich der späteren DB befanden, wo sie als VT 66 900–905 eingereiht wurden. Nach 1945 folgte die Umrüstung der Antriebsmotoren, wobei entweder Dieselmotoren der Typen OM 54 von Mercedes-Benz oder A 8 L 614 von Deutz eingebaut wurden. Mitte der 1950er Jahre wurden vier Fahrzeuge an Privatbahnen verkauft und für deren Dienste umgerüstet, zwei wurden ausgemustert und als Ersatzteilspender ausgeschlachtet. Nach dem Ausschlachten ist von einem bekannt, dass er eine Zeit lang als mobiles Verkaufsbüro eingesetzt wurde.

### Privatbahnen
Die vier für die Privatbahnen verwendeten Fahrzeuge wurden an die Buxtehude-Harsefelder Eisenbahn (BHE), die Delmenhorst-Harpstedter Eisenbahn (DHE) und die Wilstedt-Zeven-Tostedter Eisenbahn (WZTE) verkauft. Auf Grund der hohen Antriebsleistung waren sie bei den genannten Eisenbahnen gut für Schleppdienste verwendbar. Äußerlich unterschieden sie sich von der Ursprungsausführung durch die Vergrößerung der Frontscheiben und die Verlegung der Kühler in den Bereich der Maschinendrehgestelle. Einige Fahrzeuge erhielten bei dem Umbau verkürzte Drehgestelle von Personenzugwagen, außerdem wurden alle Fahrzeuge für den Einmannbetrieb hergerichtet. Durch die Umrüstung der Triebwagen mit anderen Drehgestellen mit 900 mm Raddurchmesser wurden die betreffenden Wagen 90 mm in der Höhe abgesenkt, wobei die Zug- und Stoßeinrichtung entsprechend höher gelegt werden musste. Von den umgebauten Fahrzeugen war der T 171 bei der BHE bis 1955 im Einsatz und verbrannte danach in dem Lokschuppen der Gesellschaft. Der bei der WZTE eingesetzte T 174 verkehrte bis zu einem Unfall 1974 auf den Strecken der Gesellschaft und wurde danach verschrottet.

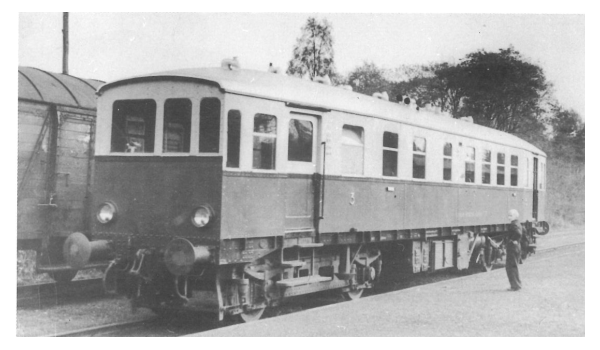
VT 757 als BHE T171, Zustand 1950

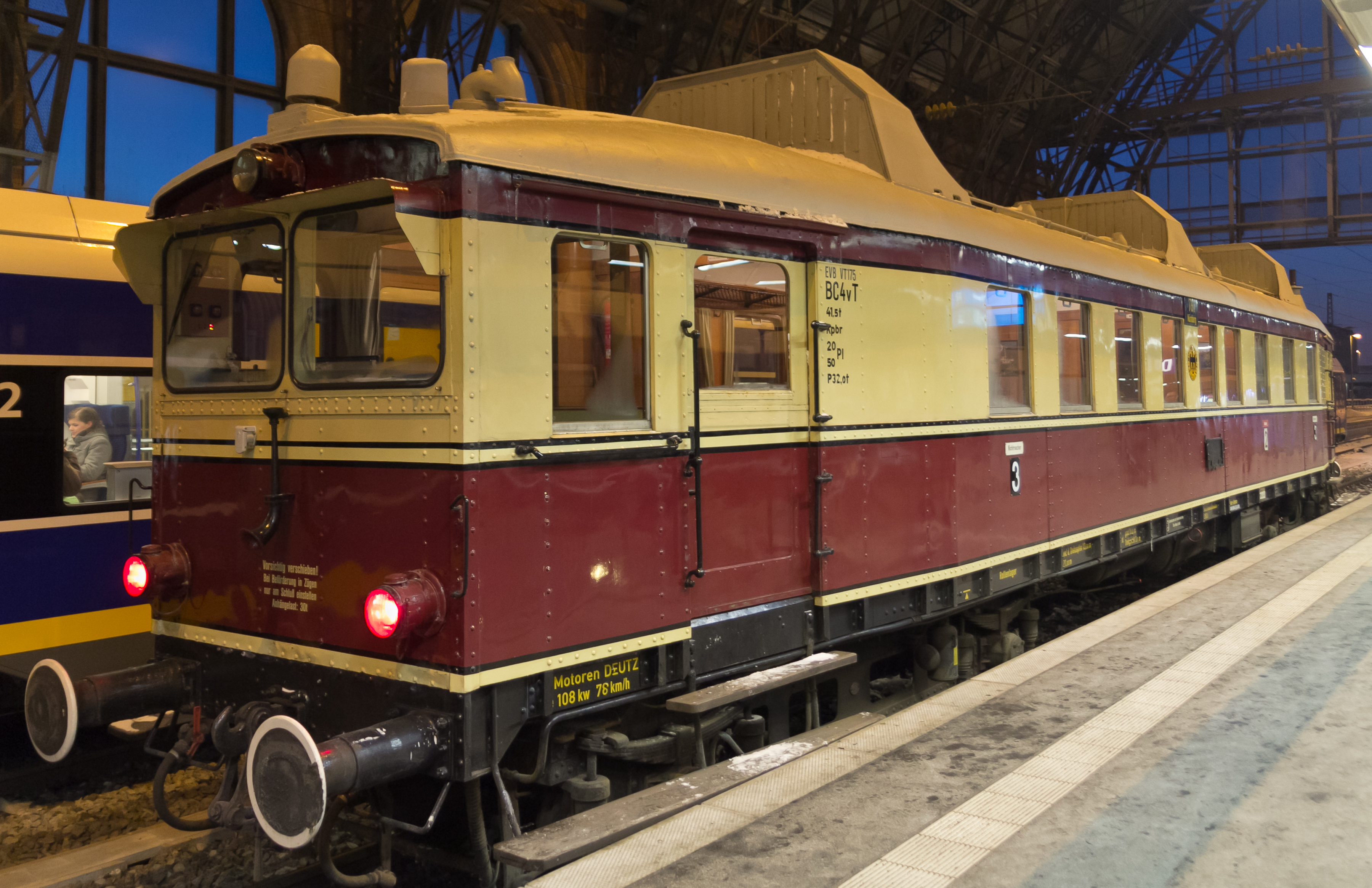
BHE/EVB VT 175, Zustand 2010

Einzig der VT 175, der bei der BHE die Stelle seines verbrannten Schwesterfahrzeuges eingenommen hatte, und der VT 172 der DHE überlebten bis in jüngerer Zeit. Beide Fahrzeuge waren gut voneinander zu unterscheiden; der VT 172 besaß eine durchgehende Frontscheibe und verkürzte Drehgestelle, der VT 175 die originalen Drehgestelle und zwei lediglich vergrößerte Frontscheiben. Der VT 172 wurde 1967 an die SWEG verkauft; dort fuhr er bis 1979 als T 101, bis er bei einem Rangierunfall so stark beschädigt wurde, dass er ausgemustert werden musste. Der VT 175 der BHE wurde 1980 nach langjährigem Einsatz generalüberholt und so gut wie möglich dem Originalzustand angeglichen. Dabei wurden wieder originale Räder mit einem Durchmesser von 1.000 mm verwendet, die ehemaligen Dachkühler als Attrappe auf dem Dach platziert und eine Attrappe eines Läutewerkes an der Stirnfront aufgesetzt. Die Inneneinrichtung wurde wieder mit originaler Holzbestuhlung hergerichtet. In diesem Zustand ist das historisch wertvolle Fahrzeug bei den Buxtehude-Harsefelder Eisenbahnfreunden hinterstellt. 2005 wurde noch ein Überbleibsel aus der Privatbahnzeit, die schmale kleine Sichtluke neben dem Führerstandsfenster, entfernt.

## Technische Beschreibung
Der Triebwagen besitzt ein schweres, 19.074 mm langes Untergestell, welches aus Profilen zusammengenietet ist. Dieses Gestell trägt das stählerne Kastengerippe, das mit Blechen verkleidet und ebenfalls genietet ist. Wie schwer dieses Fahrgestell war, zeigt die Auswertung der spezifischen Leistung, die bei dem zweimotorigen Wagen 2,82 kW/t (bei besetztem Wagen) betrug. Beim einmotorigen Triebwagen der Reihe DR 137 000 … 135, der in Leichtbauweise hergestellt wurde, betrug diese Leistung 3,6 kW/t. Die äußeren Eintrittstüren waren als Schiebetüren ausgestattet. Die Wagen 757–760 besaßen im Unterschied zu den 761–762 außerdem noch äußere Einstiegstüren zum Führerstand. Dafür war bei diesen der eingezogene Teil an den Spitzen kürzer als bei den älteren Triebwagen, auch war der Wagenkasten geringfügig länger. 757–760 waren als 3. /4.-Klasse-Wagen ausgeführt, die 3. Klasse mit Holzlattensitzbänken, die 4. Klasse mit Bretterbänken. Nach 1930 wurden sie auf 2. /3. Klasse umgebaut. 762 führte ab Werk die 2. und 3. Wagenklasse. Im Zweiten Weltkrieg wurde bei den Triebwagen 757 bis 760 die Sitze der 2. Klasse durch solche der 3. Klasse ersetzt. In der Mitte der Wagen war der Abort platziert. Die 757 bis 760 hatten 16 Wendler-Dachlüfter, die 760 und 761 zwölf.
Ursprünglich waren die Wagen mit zwei Dachkühlern ausgerüstet. In den 75 mm starken Seitenwänden waren im Fahrgastraum insgesamt acht 800 mm breite herablassbare Fenster eingebaut. Die zwei Seitenfenster im Einstiegsraum waren als Festverglasung ausgeführt.
Als Antriebsanlage wurde je ein Ottomotor und ein halbautomatisches Getriebe pro Drehgestell gewählt. Die beiden Antriebsanlagen waren auf einem Tragrahmen im Drehgestell gelagert und trieben die inneren Achsen an. Die Antriebsanlage war so gestaltet, dass sie nicht in den Eingangsraum hineinragte. Somit war die Lärmbelästigung im Fahrgastraum nicht übermäßig hoch. Vom Eingangsraum war die Antriebsanlage über Klappen zugänglich. Motoren wurden von Büssing verwendet. Sie waren als Sechszylinder-Reihenmotoren ausgeführt. Die Drosselklappen der Vergaser wurden zur Drehzahlregelung des Motors mechanisch-pneumatisch gesteuert. Durch Drehen des Gashebels wurde mechanisch ein Druckminderventil beaufschlagt. Der je nach Fahrschalterstellung beaufschlagte Druck von 0 bis 6 bar verstellte daraufhin durch einen Membranschalter über ein Gestänge die Stellung der Drosselklappe. 1931/32 wurde die Antriebsanlage überarbeitet. Durch Steigerung der Drehzahl des Motors auf 1.200/min konnte die Leistung des Motors auf 81 kW gesteigert werden. Dadurch musste ein zusätzlicher Kühler auf dem Dach angeordnet werden, wie ihn das erhaltene Fahrzeug heute noch besitzt.
Als Fahrzeuggetriebe wurde das halbautomatische Getriebe der Bauart Soden gewählt, dass vom Gewicht her wesentlich leichter als die bei den Vorgängerbauarten verwendeten Getriebe war, aber den Nachteil der fehlenden Synchronisation beim Gangwechsel hatte. Durch die Fernsteuerung verzögerten sich durch die langen pneumatischen Leitungen die Schaltzeiten noch zusätzlich, so dass ein Anfahren des Triebwagens mit den fünf Gängen viel Gefühl von dem Triebwagenführer verlangte und sehr langsam vorging. Dazu führte noch, dass der Triebwagenführer die zweite Maschinenanlage nicht im Ohr hatte. Die mechanischen Getriebe der Bauart Soden besaßen keine Kupplung, der Gang wurde von dem Triebwagenführer vorgewählt, bei der Verstellung des Fahrschalters auf Nullförderung wurde die Umstellung automatisch durch die Pneumatikanlage umgestellt. Jedenfalls befriedigte dieses im Automobilbau recht bewährte Getriebe bei diesem zweimotorigen Fahrzeug nicht, so dass es schon 1939 zu einem Ersatz durch ein Mylius-Getriebe kam. Dieses Getriebe ist für einen mehrmotorigen Triebwagen keine ideale Lösung, hat aber den Vorteil der automatischen Synchronisation beim Gangwechsel. Beim Getriebe- und Motorwechsel wurde die Aufhängung der Maschinenanlage geändert. Motor und Mylius-Getriebe wurden nunmehr auf einem Tragrahmen, befestigt am Wagenboden, aufgehängt.
1940/41 wurden die Triebwagen für Betrieb mit Flaschengas umgebaut.
Die elektrische Ausrüstung wurde von zwei Lichtmaschinen von Bosch versorgt, die das 24-V-Bordnetz des Fahrzeuges speisten. Die Beleuchtung des Fahrgastraumes erfolgte durch zehn Glühlampen, zusätzlich waren noch fünf Lampen in den Vorräumen und dem Abort installiert. Im Führerstand konnten die Geschwindigkeit des Fahrzeuges und die Drehzahl der Motoren sowie der eingelegte Gang angezeigt werden. Außerdem besaß der Triebwagen eine Totmanneinrichtung, die beim Loslassen des Fahrschalters die Schnellbremsung auslöste. Die Zündung wurde bei Ansprechen der Schnellbremsung nicht ausgeschaltet, die Motoren wurden bis zum Stillstand abgewürgt.